# Казалеоне
Казалеоне (итал. Casaleone) је насеље у Италији у округу Верона, региону Венето.
Према процени из 2011. у насељу је живело 4943 становника. Насеље се налази на надморској висини од 14 м.

## Становништво
| 1951. | 1961. | 1971. | 1981. | 1991. | 2001. | 2011. |
| ----- | ----- | ----- | ----- | ----- | ----- | ----- |
| 6.474 | 5.793 | 5.935 | 6.257 | 6.136 | 5.929 | 5.939 |